# 三弄瑶族乡
三弄瑶族乡是中华人民共和国广西壮族自治区河池市东兰县下辖的一个民族乡。

## 行政区划
三弄瑶族乡下辖以下村级行政区划单位：
双苏村、板兰村、三合村、全洞村和深洞村。